# C/1942 EA (Väisälä)
C/1942 EA (Väisälä) (również Väisälä 2) – kometa okresowa (początkowo uznawana za planetoidę), należąca do rodziny komety Halleya.

## Odkrycie
Kometa została odkryta w 1942 roku. Jej odkrywcą był Yrjö Väisälä.

## Orbita komety i właściwości fizyczne
Orbita komety ma kształt wydłużonej elipsy o mimośrodzie 0,93. Jej peryhelium znajduje się w odległości 1,28 j.a., aphelium zaś 37,5 j.a. od Słońca. Jej okres obiegu wokół Słońca wynosi 85,4 roku, nachylenie do ekliptyki to wartość 37,99˚.
Jądro tej komety ma rozmiary maks. kilka km.